# 薄鳅
薄鳅（学名：Leptobotia pellegrini），又名佩氏薄鰍，为鳅科薄鳅属的鱼类，俗名火军、红沙鳅钻，是中国的特有物种。分布于珠江及韩江、九龙江、闽江、瓯江、曹娥江及沅江等水系、长江干流等。该物种的模式产地在四川。

## 扩展阅读
維基物種上的相關：薄鳅